# Девід Сінгмастер
Девід Сінгмастер (англ. David Breyer Singmaster (нар. 1939, США— 13 лютого 2023, Лондон) — професор  математики в університеті London South Bank University, Англія, Велика Британія на пенсії. 
Сам себе він називає метагробологом (англ. metagrobology), тобто людиною, яка розв'язує або створює головоломки; Девід Сінгмастер розробив нотацію для запису алгоритмів  кубика Рубіка і одне з перших рішень. Сінгмастер також відомий своєю особистою колекцією механічних головоломок і книг про головоломки; він цікавиться історією обчислювальної техніки.
В  комбінаторній теорії чисел існує гіпотеза Сінгмастера, яка стверджує, що є кінцева верхня межа кількості однакових чисел в трикутнику Паскаля.

## Книги
- Notes on Rubik's magic cube , David Singmaster. Enslow Pub Inc, 1981. ISBN 0-89490-043-9.
- Handbook of Cubik Math [Архівовано 14 березня 2017 у Wayback Machine.] , David Singmaster and Alexander Frey. The Lutterworth Press[en], 1987. ISBN 0-7188-2555-1.
- Rubik's Cube Compendium [Архівовано 5 серпня 2020 у Wayback Machine.] , Edited by David Singmaster Oxford University Press, 21 April 1988. ISBN 0-19-853202-4.